# Microdon iheringi
Microdon iheringi är en tvåvingeart som beskrevs av Mario Bezzi 1910. Microdon iheringi ingår i släktet myrblomflugor, och familjen blomflugor. Inga underarter finns listade i Catalogue of Life.